# Lena Micko

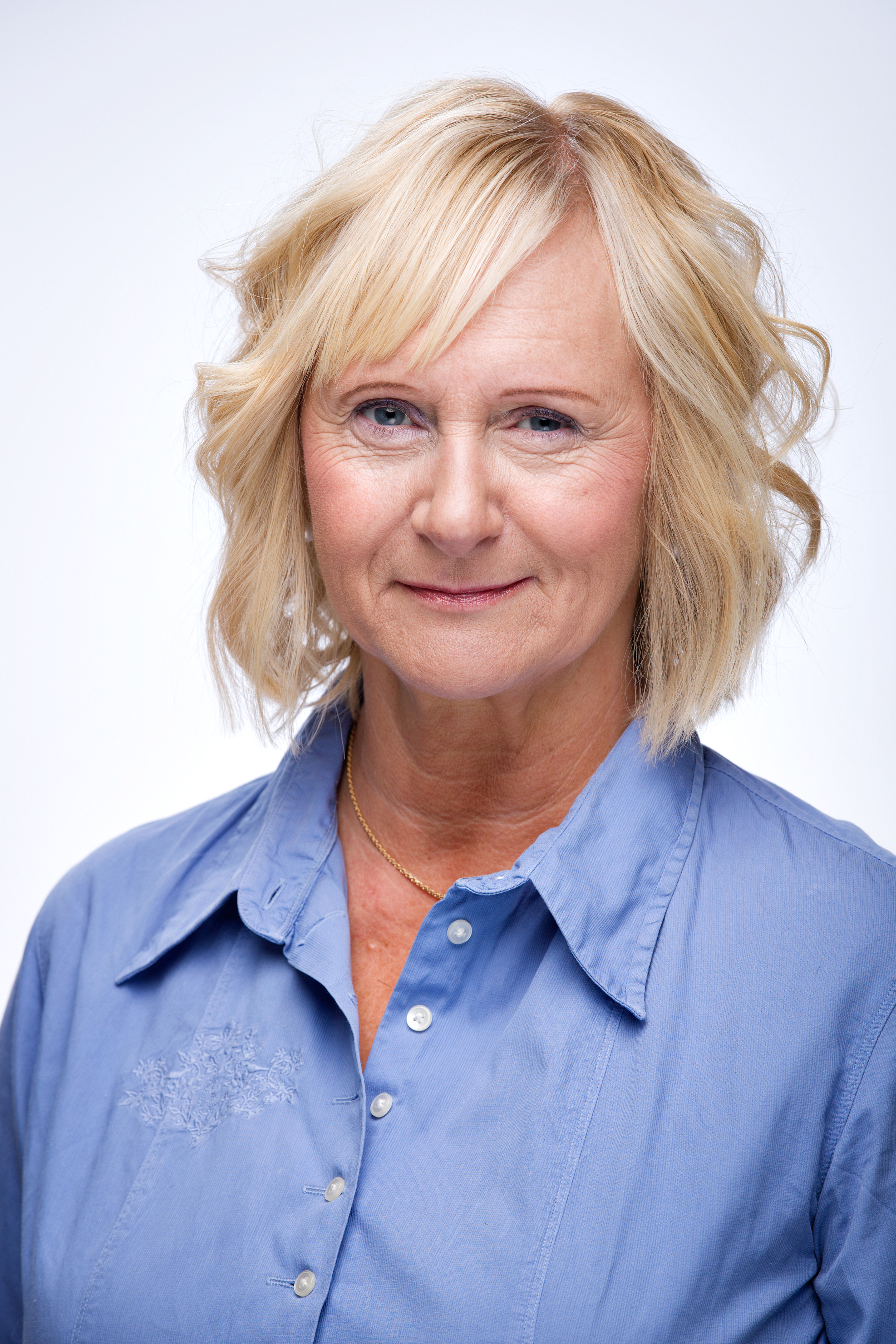
Lena Micko, 2014

Lena Micko (* 1955 in Umeå) ist eine schwedische Politikerin der sozialdemokratischen Partei Socialdemokraterna. Von Oktober 2019 bis November 2021 war sie die Ministerin für Verwaltung und Verbraucherfragen ihres Landes.

## Leben
Micko studierte nach ihrem Schulabschluss an der Kathedralschule in Linköping in der Zeit von 1974 bis 1975 Französisch an der Universität Linköping. Zwischen 1979 und 1991 war sie Angestellte der Gemeinde Linköping. In den Jahren 1992 bis 1999 arbeitete sie als Kostenstellenleiterin für Arbeitsmarkt- und Personalfragen.
Anschließend wurde sie sogenannter Kommunalråd, also Mitglied der Exekutive der Stadt Linköping. Zwischen 2001 und 2006 stand sie dabei dem Exekutivgremium Kommunstyrelse vor, bevor sie bis 2014 als dessen stellvertretende Vorsitzende fungierte. Von 2014 bis 2015 war sie erneut die erste Vorsitzende. Micko war in der Zeit zwischen 2015 und 2019 die stellvertretende Vorsitzende des Rats der Gemeinden und Regionen Europas und zugleich Leiterin des schwedischen Gemeinde- und Regionenverbands Sveriges Kommuner och Regioner.
Am 1. Oktober 2019 wurde Micko zur Ministerin für öffentliche Verwaltung und Verbraucherfragen in der Regierung Löfven II ernannt, nachdem ihr Vorgänger Ardalan Shekarabi in ein anderes Ministerium wechselte. Sie behielt ihren Posten auch in der im Juli 2021 gebildeten Regierung Löfven III. Mit der Bildung der Regierung Andersson endete am 30. November 2021 ihre Zeit als Ministerin.